# Крозье, Мишель
Мишель Крозье (фр. Michel Crozier; 6 ноября 1922, Сент-Менеу — 24 мая 2013, Париж) — французский социолог, сторонник умеренного функционализма. Профессор университета в Нантере, руководитель Центра социологии организаций, президент Французского социологического общества (1970—72).

## Биография
Мишель Крозье стал социологом, получив богатый опыт в социальном анализе, что стало возможным благодаря американской стипендии, которую он использовал для изучения рабочего движения в США. После начального изучения бизнеса и юриспруденции в Париже в 1943 году, он провёл четырнадцать месяцев путешествуя по США в первые послевоенные годы, общаясь с членами профсоюзов и чиновниками, изучая рабочее движение и американское общество в целом. Вернувшись во Францию, он опубликовал книгу об этом исследовании и присоединился к Французскому Национальному Центру Научных Исследований как социолог.
В 1953 году он провел свои первые исследования «белых воротничков» во Французском Почтовом банке. Публикация результатов этого исследования («Маленькие чиновники») создала ему репутацию социолога «белых воротничков» и стимулировала ряд новых полевых исследований в страховых компаниях, больших национальных банках и, не в последнюю очередь, во французской табачной монополии. В 1959 году он был приглашён в Центр перспективных исследований в области поведенческих наук в Пало-Альто. Там он приступил к разработке и написанию того, что в конечном итоге стало книгой «Феномен бюрократии», впервые опубликованной в Англии, а затем и во Франции в 1964 году. В этой книге, которая создала социологию организаций как отдельную дисциплину во Франции, Мишель Крозье наметил основы того, что бы в дальнейшем стало «стратегическим анализом организаций».
Международный успех «Феномена бюрократии» принёс ему репутацию и ресурсы, для основания Центра социологии организаций, небольшой исследовательской группы молодых социологов, с которой он приступил к новой исследовательской программе, имевшей целью теоретическое и методологическое обоснование его подхода к изучению организаций. В 1977 году, совместно с Эрхардом Фридбергом, он опубликовал «Акторы и Системы» (Actors and Systems, 1981, Chicago University Press), научное эссе, которое было весьма влиятельным во Франции и в континентальной Европе. В нём авторы описали подход к изучению организаций и других, менее формализованных действующих систем, детализировали теоретические и методологические допущения, лежащие в их основе.
Профессор Крозье никогда не считал социологию и социологическое теоретизирование как главную цель. Он никогда не отделял свои теоретические работы от желания воплотить социальную реформу, в стремлении к которой он опубликовал семь книг, и участвовал в многочисленных консультациях. В двухтысячных он написал автобиографию в двух томах «Моя прекрасная эпоха» (Ma Belle Epoque, 2002), и «Против течения» (A Contre-Courant, 2004).

## Звания и награды
Премия Алексиса де Токвиля за гуманизм (1997). Член Академии моральных и политических наук (1999). Офицер Ордена Почетного Легиона и командор французского ордена «За заслуги».